# 萨利斯奥利韦拉
萨利斯奥利韦拉是巴西圣保罗州的一个市镇。总面积303.752平方公里，总人口10576人，人口密度34.8人/平方公里。